# Phạm Hùng
Pham Hung, Phạm Hùng (* Vinh Long, 11 de junio de 1912 - Hanói, 10 de marzo de 1988), fue un político vietnamita y ex primer ministro de Vietnam.

## Biografía

### Primeros años y educación
Nació en Vinh Long Province, (ahora Cuu Long Province), en el delta del Río Mekong al sur de Vietnam el 11 de junio de 1912. 
Falleció el 10 de marzo de 1988 víctima de un ataque al corazón.

### Carrera política
Se unió al Partido Comunista Indochino en 1930. Arrestado y sentenciado a muerte, se le conmutó la pena, pasando 15 años en prisión. Participó en la Batalla de Dien Bien Phu en la revolución contra los franceses. 
Durante la guerra de Vietnam, fue Comisario del Vietcong. En 1975 participó en la ofensiva final para la captura de Saigón del 30 de abril.
Fue Secretario del Interior de Vietnam y luego primer ministro de Vietnam entre 1987 y 1988.